# إريك بارون
إريك بارون (بالألمانية: Erich Baron) (و. 1881 – 1933 م) هو صحفي، وقانوني ألماني، ولد في برلين، توفي في برلين، عن عمر يناهز 52 عاماً، بسبب شنق.

## التعليم
تعلم في جامعة هومبولت في برلين
.